# Aubigny-sur-Nère
Aubigny-sur-Nère – miejscowość i gmina we Francji, w Regionie Centralnym, w departamencie Cher.
Według danych na rok 1990 gminę zamieszkiwały 5803 osoby, a gęstość zaludnienia wynosiła 94 osoby/km² (wśród 1842 gmin Regionu Centralnego Aubigny-sur-Nère plasuje się na 61. miejscu pod względem liczby ludności, natomiast pod względem powierzchni na miejscu 43.).